# Empoli
Empoli – miasto i gmina we Włoszech, w regionie Toskania, w prowincji Florencja.
Według danych na rok 2004 gminę zamieszkiwało 44 012 osób, 709,9 os./km².

## Historia
- po raz pierwszy[1] wzmiankowane w VIII wieku;

## Zabytki

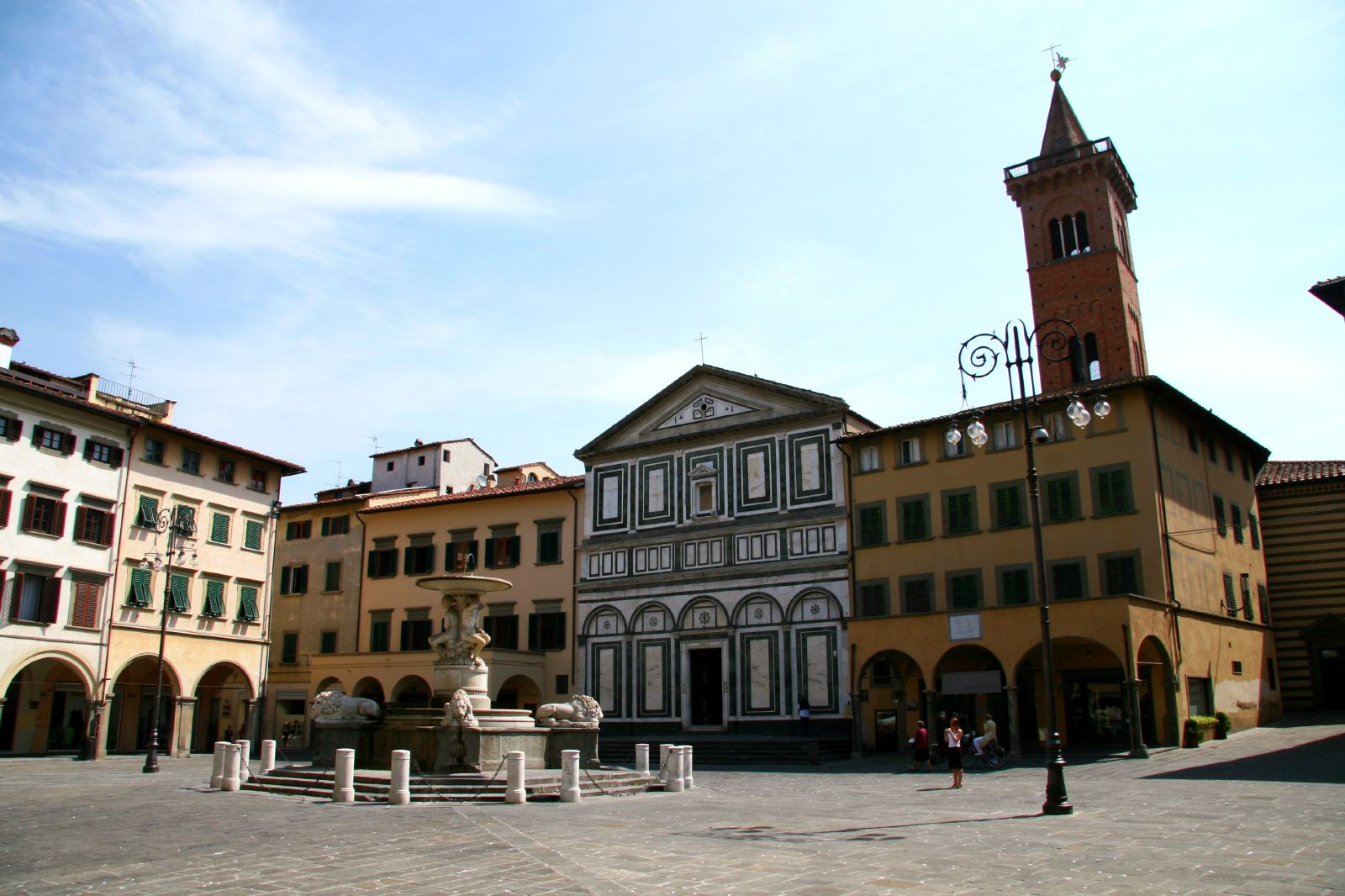
Piazza Farinata degli Uberti - widok na kościół Sant' Andrea

- XII wieczny kościół Sant' Andrea z fasadą z białego i czarnego marmuru położony przy placu Piazza Farinata degli Uberti. Przy kościele znajduje się muzeum (Museo della Colegiata di Sant'Andrea) z bogatą kolekcją renesansowego malarstwa i rzeźby;
- kościół Santo Stefano z zachowanymi fragmentami XV-wiecznych fresków Masolina i Biccia de Lorenzo;

## Kolej
W miejscowości znajduje się stacja kolejowa Empoli.